# Sail Den Helder
Pour les articles homonymes, voir Sail.

La Sail Den Helder est un rassemblement maritime néerlandais de grands voiliers internationaux  qui se déroule à Den Helder, grand port du nord des Pays-Bas.

## Histoire

### Édition 1993
La première édition de la Sail Den Helder a eu lieu en Juillet 1993. Elle coïncidait avec les 36e Marinedagen (Jours de la marine) de la Marine royale néerlandaise lorsque cela s'appelait encore Journées nationales de la flotte. Des navires de guerre néerlandais comme la frégate Hr. Ms. Tjerk Hiddes (F830) de Classe Karel Doorman et deux sous-marins, et des bâtiments de l'OTAN y étaient accessibles au public.  

Den Helder a servi de point de départ pour une course de bateaux pour les bateaux faisant escale à Newcastle (Royaume-Uni), puis en Norvège et Danemark. Le Sedov (Russie) et le Dar Młodzieży (Pologne) y participèrent...

### Édition 1997
La deuxième édition de la Sail Den Helder eut lieu du 3 au 6 juillet 1997. Il y avait plus de 700 navires, grands et petits, présents.

### Édition 2008
En 2008, l'événement a été également appelé Mega Sail. Elle a eu lieu du 20 au 23 août.  Au cours de ce rassemblement étaient présents 76 grands voiliers du monde entier.  Les bateaux étaient divisés en 4 classes, selon la taille et le type.

### Édition 2013
La quatrième édition eut lieu du 20 au 23 juin 2013 Voile Den Helder. Cette fois encore elle fut organisée lors de la Marinedagen et attira plus de 330.000 personnes. 

Le Roi Willem-Alexander a ouvert la manifestation le 20 juin par une revue navale à bord du trois-mâts carré Stad Amsterdam, suivi par le patrouilleur Zr.Ms. Zeeland (P841) de Classe Holland (OPV) et la goélette à hunier à trois-mâts Gulden Leeuw. Ce même jour se déroulait aussi un rassemblement de près de 30.000 marins et anciens combattants.

### Édition 2017
Elle se déroulera du 22 au 25 juin 2017

#### Les autres manifestations dans le monde
- Les Tall Ships' Races
- Le Sail Amsterdam (Pays-Bas)
- La Delf Sail (Pays-Bas)
- L'Armada de Rouen (France)
- Les Fêtes maritimes de Brest (France)
- Les Fêtes maritimes en France